# Синдром припинення антидепресантів
Синдром припинення антидепресантів, що також називається синдромом скасування антидепресантів, – це стан, який може виникнути після переривання, зменшення дози або припинення приймання антидепресантів, які приймалися безперервно протягом щонайменше одного місяця. Симптоми можуть включати грипоподібні симптоми, проблеми зі сном, нудоту, порушення рівноваги, сенсорні порушення та тривожність. Проблема зазвичай починається протягом трьох днів і може тривати кілька місяців. Рідко може виникати психоз.
Синдром припинення може виникнути, якщо припинити приймати будь-які антидепресанти, зокрема селективні інгібітори зворотного захоплення серотоніну (СІЗЗС), селективні інгібітори зворотного захоплення серотоніну та норадреналіну (СІЗЗСіН), інгібітори моноаміноксидази (ІМАО) та трициклічні антидепресанти (ТЦА). Ризик вищий серед тих, хто приймав ліки довше, і коли препарат має короткий період напіврозпаду. Основна причина виникнення синдрому неясна. Діагноз ставиться на основі симптомів. Синдром можна сплутати з рецидивом.
Методи профілактики включають поступове зменшення дози для тих, хто бажає припинити, хоча у разі поступового зниження дози також можлива поява симптомів. Лікування може включати поновлення приймання ліків і поступове зниження дози. Пацієнтів також можуть перевести на антидепресант тривалої дії флуоксетин, дозу якого потім можна поступово зменшувати.
Приблизно у 20–67% людей, які раптово припиняють приймати антидепресанти, розвивається синдром припинення антидепресантів. Стан, як правило, не є серйозним, хоча приблизно половина людей із симптомами описують їх як помірні або важкі. Деякі відновлюють приймання антидепресантів через тяжкість симптомів.